# 9861 Jahreiss
9861 Jahreiss (1991 RB3) là một tiểu hành tinh vành đai chính được phát hiện ngày 9 tháng 9 năm 1991 bởi L. D. Schmadel và F. Borngen ở Tautenburg. Nó được đặt theo tên nhà thiên văn học Đức Hartmut Jahreiß.